# Abdel Lamanje
Abdel Aziz Lamanje Ngapou (* 27. Juli 1990 in Douala) ist ein ehemaliger kamerunisch-französischer Fußballspieler.

## Karriere
Abdel Lamanje begann seine Profikarriere 2011 bei Grenoble Foot in der Ligue 2. Nach dem Abstieg 2011 ging er zum russischen Verein Schinnik Jaroslawl in die 1. Division. Nach zwei Spielzeiten wechselte der Franzose zum Ligakonkurrenten Rotor Wolgograd. Bereits 2014 kehrte der Verteidiger nach Jaroslawl zurück. 2016 wurde er vom kasachischen Verein FK Atyrau verpflichtet. Im Frühjahr 2017 wurde Lamanje von Kaisar Qysylorda unter Vertrag genommen und gewann dort zwei Jahre später den nationalen Pokal. Bis zu seinem Karriereende 2022 waren Schachtjor Karaganda und Astra Giurgiu die weiteren Vereine des 1,81 Meter großen Abwehrspielers.

## Erfolge
- Kasachischer Pokalsieger: 2019